# Calle de Embajadores

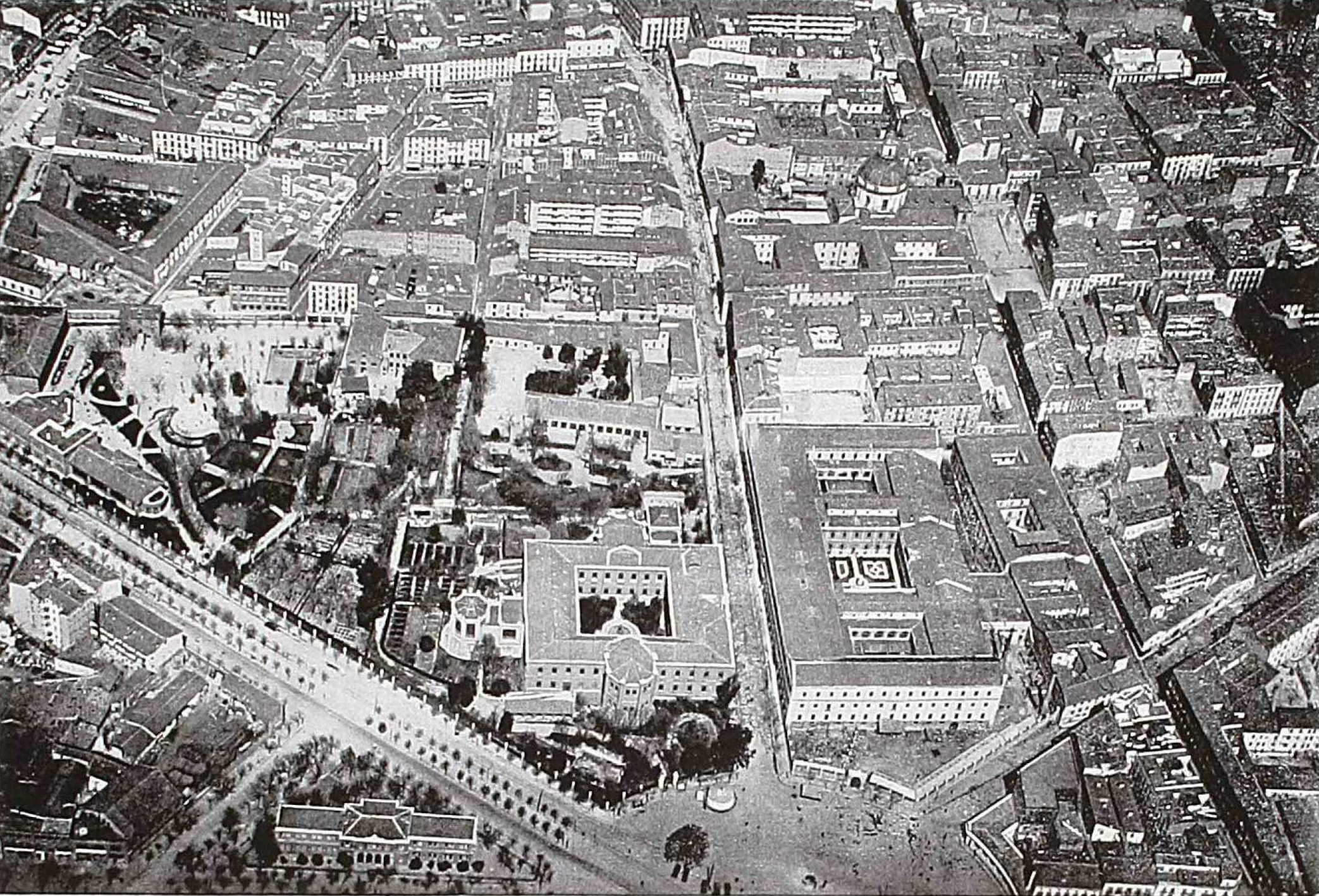
La calle de Embajadores en 1929, descendiendo -un poco a la derecha de la imagen- en línea recta hasta la Glorieta de Embajadores. A la izquierda la finca del antiguo Casino de la Reina. A la derecha la Fábrica de Tabacos (fotografía realizada por la Aeronáutica Militar).

La calle de Embajadores (que contuvo el Paseo de Embajadores) es una vía pública de la ciudad española de Madrid, situada en el barrio de Embajadores al que dio nombre, en el distrito Centro. Nace en la plaza de Cascorro (en la cabecera del Rastro madrileño) y, tras sucesivos diseños urbanísticos a lo largo de cuatro siglos, finaliza en la carretera de Villaverde a Vallecas.
En el inicio del siglo xxi pueden apreciarse y diferenciarse tres tramos, el inicial histórico y castizo hasta la Glorieta de Embajadores, el moderno que discurre por renovados barrios industriales hasta el cinturón denominado Madrid Río en las inmediaciones de la plaza de Legazpi, y un tercer tramo entre la M-30 y la antigua carretera de Villaverde a Vallecas a la altura de la autovía del Sur, A-4.

## Historia
Embajadores, diferenciada como calle y como paseo, aparece ya en los planos de Texeira (1656) y Espinosa (1769), con «antecedentes de construcciones particulares desde 1664», y noticia de la urbanización de la calle a las afueras del Portillo de Embajadores «a partir de 1783». El nombre responde a una tradición más antigua según la cual un brote de peste en el Madrid de Juan II de Castilla obligó a instalar a los embajadores de las cortes extranjeras en las casas de campo y alquerías que había en los descampados que se abrían al sur de la Villa, para así evitar contagios. La ensenada que sirvió de punto de reunión y refugio a dichos embajadores quedó como nombre popular del lugar, dando luego denominación a la nueva calle.

## Recorrido

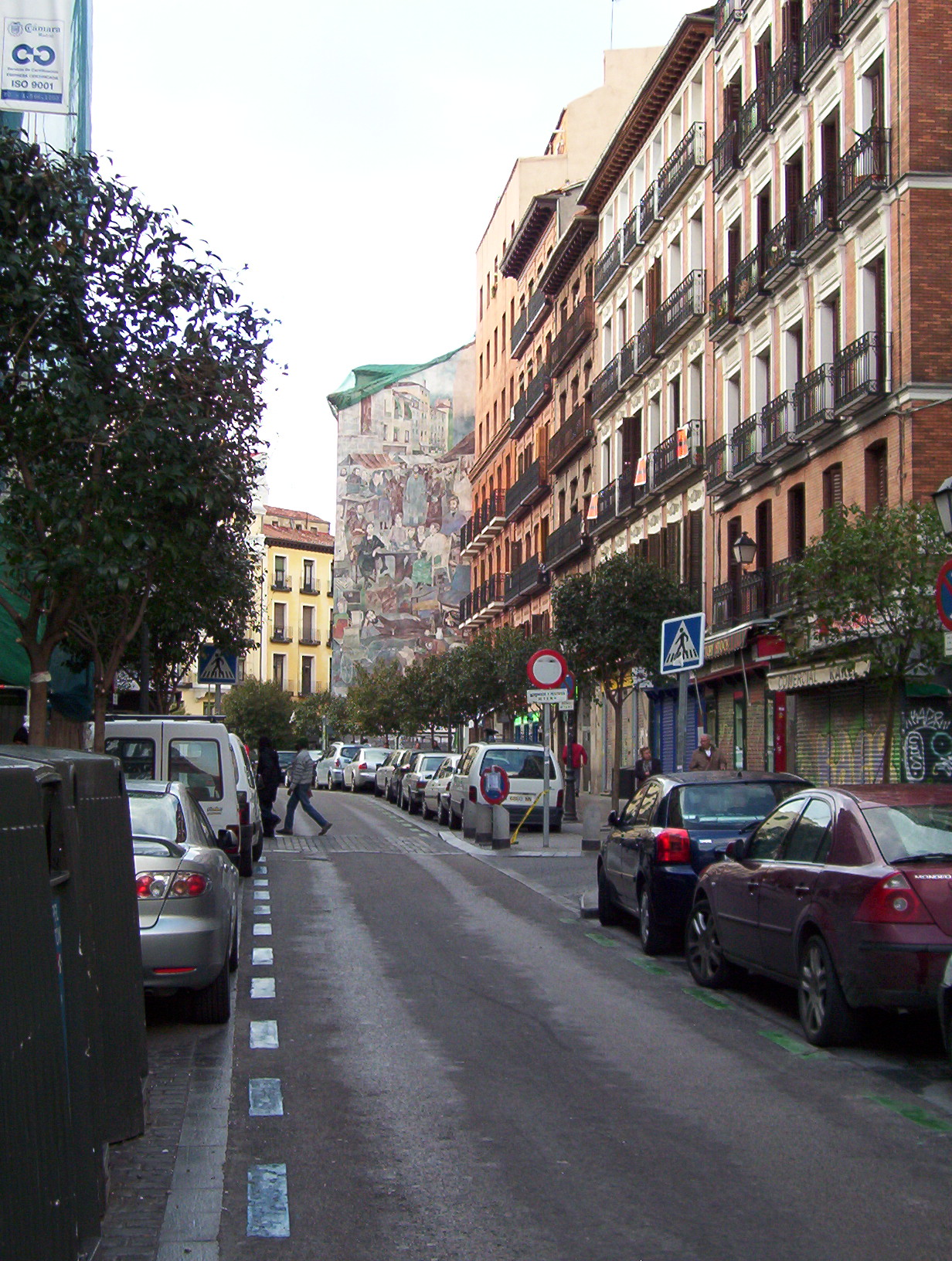
Vista del tramo inicial de la calle

Convertida en una de las calles más largas del Madrid tras los últimos trazados urbanos, su recorrido se presenta en tres tramos bien diferenciados:

### Tramo histórico
Nacida en lo que fuera el comentado campo de Embajadores, se extendió primero hasta el portillo de Embajadores, donde terminaba la antigua calle, y luego por el paseo de Embajadores hacia el río. Ramón de Mesonero Romanos describe este tramo histórico presentando así los principales y primitivos edificios y su historia: 

..la calle de Embajadores, que continúa la de los Estudios y de San Dámaso, hasta el portillo de aquel nombre, cuenta ya bastante caserío y edificios públicos de consideración.../...La iglesia y convento de San Cayetano, principal edificio religioso de aquel extenso distrito, y situada en el número 19 de dicha calle, con vuelta a la inmediata del Oso, es lástima ciertamente que se halle escondida en sitio tan extraviado y en una calle estrecha, donde no puede lucir su grandeza.../...Este templo padeció un horroroso incendio hace algunos años, pero ya se halla restaurado. El convento, fundado en 1644 para casa de seglares de San Cayetano, estuvo ocupado últimamente por la comunidad de San Gil, y ha sido vendido después de su extinción, aunque el templo continúa dedicado al culto. Más abajo, en la misma calle de Embajadores, está el colegio de niñas huérfanas, llamado de la Paz, unido al piadoso establecimiento de la Inclusa, situado a la espalda, en la calle de Mesón de Paredes.../... Este colegio está destinado a recibir y educar en él a las niñas expósitas en aquél, desde que cumplen la edad de siete años, y uno y otro establecimiento corren a cargo de una Junta de Señoras de la primera nobleza. Es una filantrópica y excelente institución, fundada en 1679 por la señora doña Ana Fernández de Córdoba, duquesa de Feria, y dirigida con notable acierto por la expresada Junta de Señoras...
Mesonero Romanos (Mesonero, 1861, p. 183)

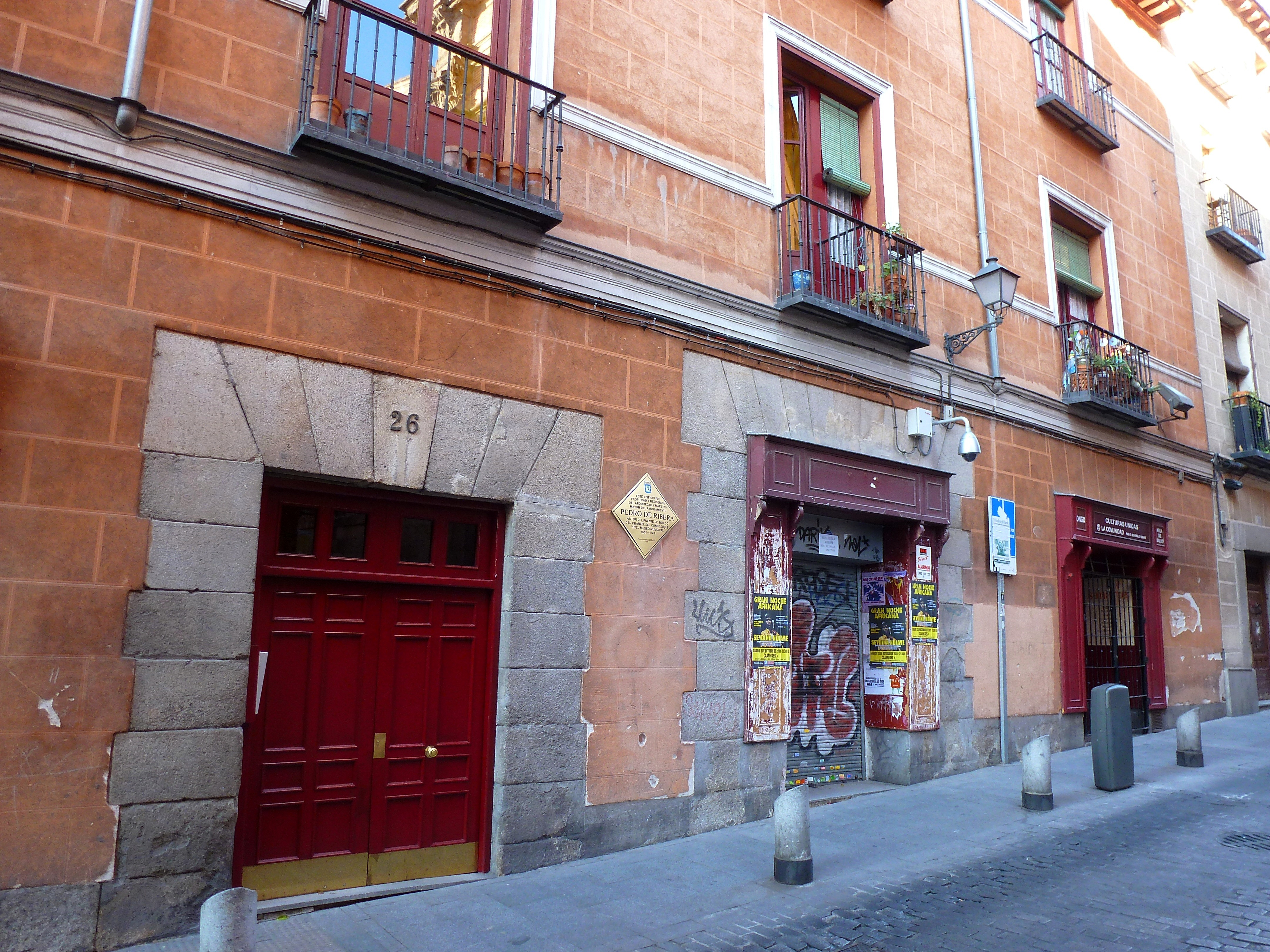
Edificio del número 26 que fue propiedad del arquitecto Pedro de Ribera y en el que tuvo su residencia.

Otro atractivo edificio, pero posterior al relato de Mesonero, es el Teatro Pavón inaugurado en 1925 en el n.º 9, muy cerca del arranque de la calle en la plaza de Cascorro, pequeña joya recuperada que el «art déco» dejó en Madrid totalmente recuperada en 2002. Continuando la calle, en el número 26, está el edificio que fue propiedad y residencia del arquitecto Pedro de Ribera, frente a la citada iglesia de san Cayetano, de la que fue su último artífice.
En este tramo inicial está documentada la existencia de una fuente del viaje del Bajo Abroñigal, coronada por una estatua humana y ya desaparecida, que en el plano de Texeira (1656) figura en la confluencia con la travesía de Cabestreros, y que Pascual Madoz describe con dos caños y asistida por nueve aguadores. Sí se ha conservado la cercana fuente de Cabestreros.
Bordeando el barrio de Lavapies pasa la vetusta calle de Embajadores ante el Mercado de San Fernando, abierto en 1944. Ya cercano a la glorieta de Embajadores se encuentra en el número 53 el edificio de la Real Fábrica de Tabacos, una de las obras públicas que se llevaron a cabo bajo el reinado de Carlos III, construida entre 1781 y 1792 y recuperada en el siglo xxi como espacio multicultural.
Embocada también en la plaza, al otro lado de la calle, junto al Casino de la Reina, estuvo el Instituto de Veterinaria, institución inaugurada en 1793, y que en 1960 dejó su espacio al Instituto de Bachillerato Cervantes. La glorieta puede considerarse final del tramo histórico de la calle.

### Tramo moderno

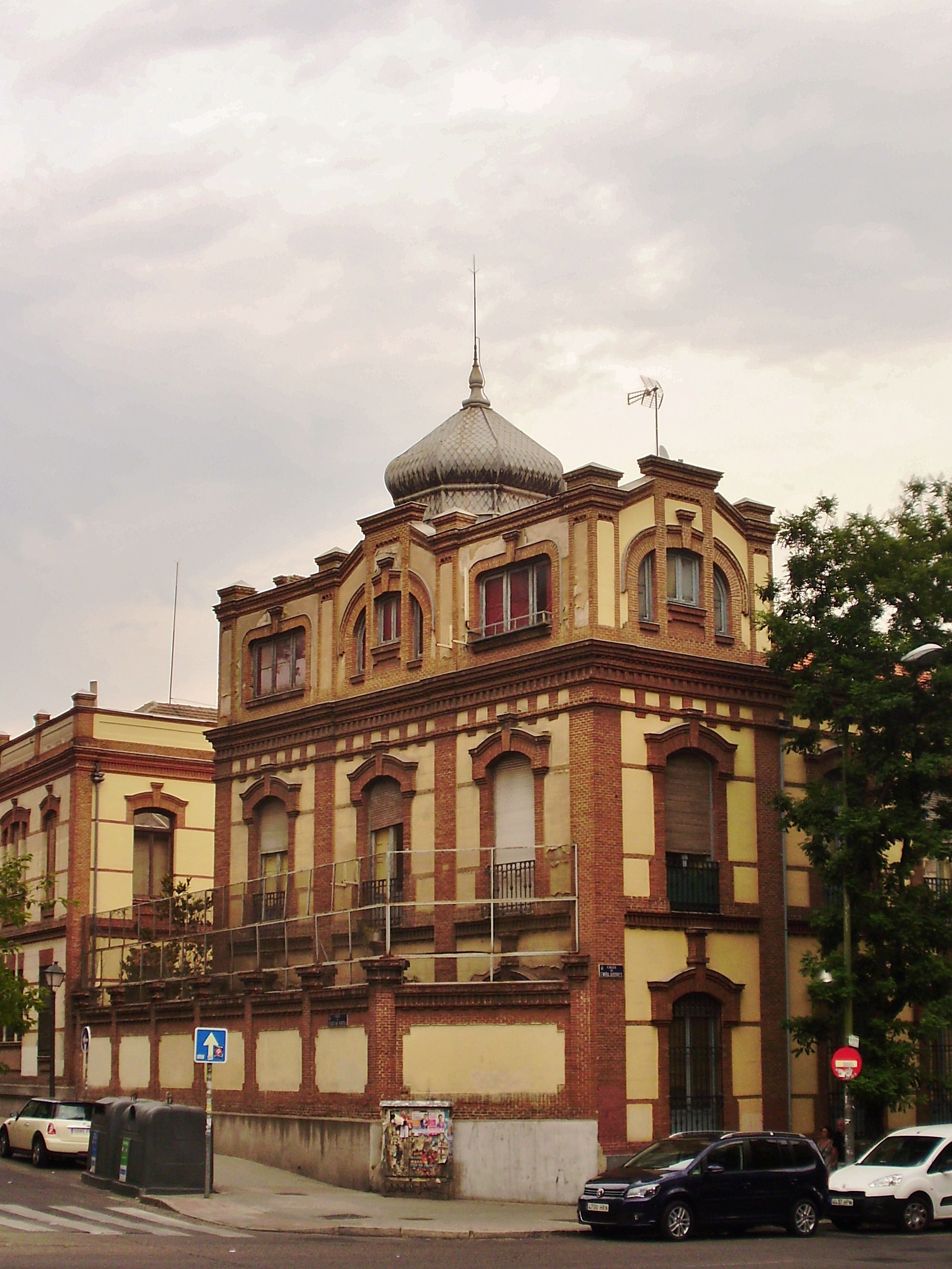
Edificio del antiguo Laboratorio Central de Medicamentos (Instituto Farmacéutico del Ejército), en la esquina de Embajadores con Sebastián Herrera.

A partir de 1868, año el derribo del portillo de Embajadores dejó paso franco a la ya inevitable y necesaria expansión de Madrid. La estrecha calle se convirtió en un Paseo de Embajadores siguiendo las modas del urbanismo europeo de la época y dando acceso al futuro barrio de las Peñuelas.
En la parte moderna de la glorieta se instaló entre 1920 y 1930 la Casa de Baños de la Glorieta de Embajadores, cerrada en 1989 e inaugurada en un edificio totalmente nuevo tras su demolición en 2001.
El paseo de Embajadores prolongó la calle en línea recta. En su recorrido, quizá el edificio más notable fue el antiguo Laboratorio Central de Medicamentos, que albergó entre 1928 y 2015 el Museo de la Farmacia Militar. La calle desciende hacia el río Manzanares conservando viviendas de comienzos de siglo xx, llamada por su tono "de estilo Salmón". A finales de ese siglo se realizó un paso subterráneo que conectaba el tráfico de la calle con la M-30.

### Tramo final
Dejando a un costado la plaza de Legazpi y coincidiendo en un breve trecho con la Avenida del Planetario, la calle continúa buscando el río y cruzándolo en el conjunto circulatorio del nudo Sur, bordeando luego el Parque del Manzanares por el viejo Camino de Entrevías, junto a la Autovía de Andalucía, y tras un pequeño regate, desembocar por debajo del barrio de Entrevías en la carretera de Villaverde a Vallecas, no muy lejos de la Caja Mágica.

## Residentes célebres
- Sergio del Molino, escritor. Sus padres vivían en un piso al inicio de la calle
- Vicente Pastor, torero. Vivía en el número 7, donde hay una placa conmemorativa.

## Calle castiza y literaria
En el tramo inicial de la calle de Embajadores se conservan algunos ejemplos viejos y nuevos del casticismo madrileño en la arquitectura urbana. Además de los grandes murales en la cabecera de la vía, pueden citarse también, en el número 31, la fachada del “Salón de Peluquería”, modesta joya de la azulejería madrileña, aún conservada en el inicio del siglo xxi; en el número 84, junto a la Glorieta, la “Freiduría de Gallinejas de Embajadores”, que continúa dando salida a uno de los más singulares y emblemáticos platillos de la gastronomía madrileña. Su interior conserva también interesantes muestras del arte del azulejo en el comercio madrileño.

Rincones castizos
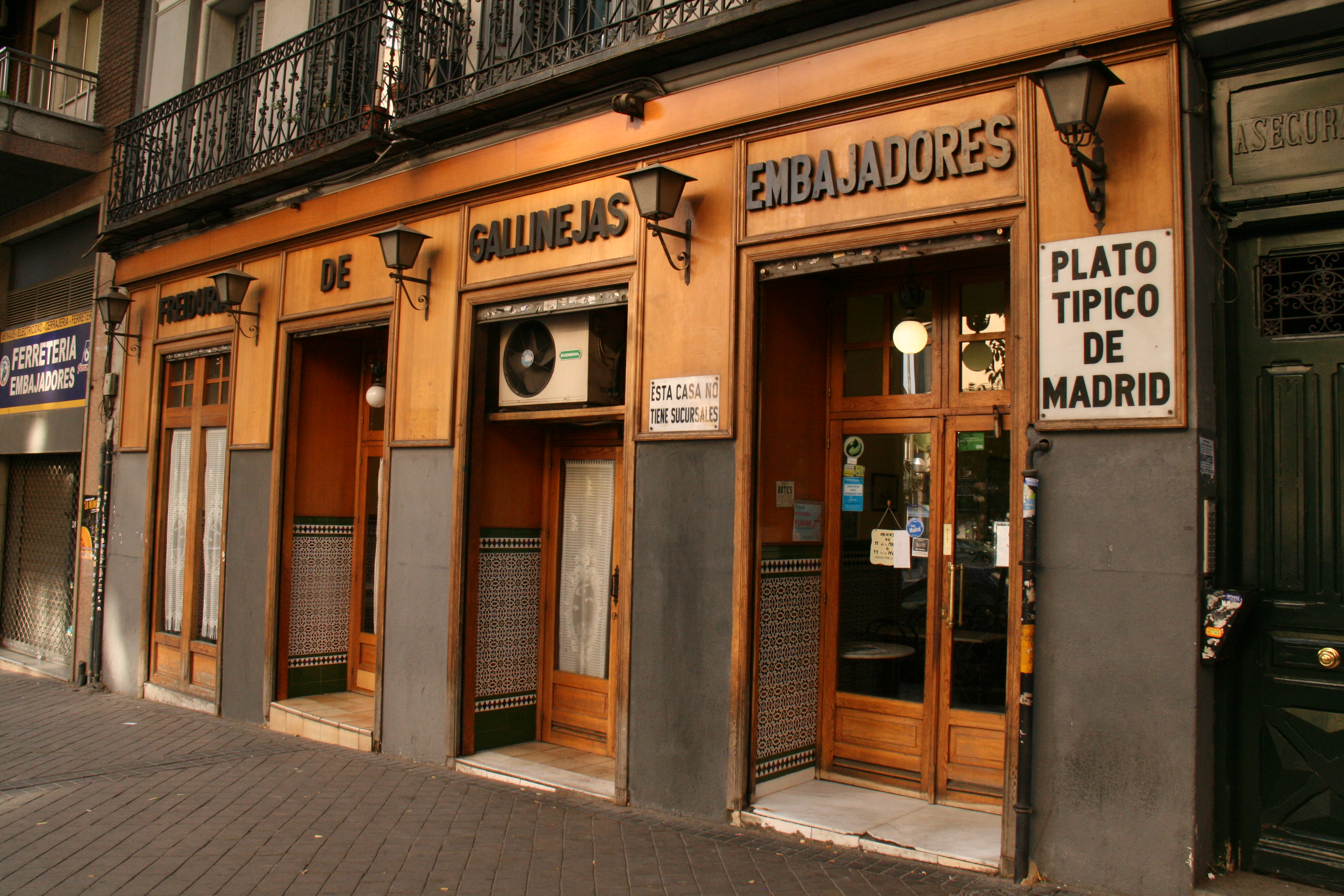
Fachada del establecimiento de fritura de las típicas gallinejas.
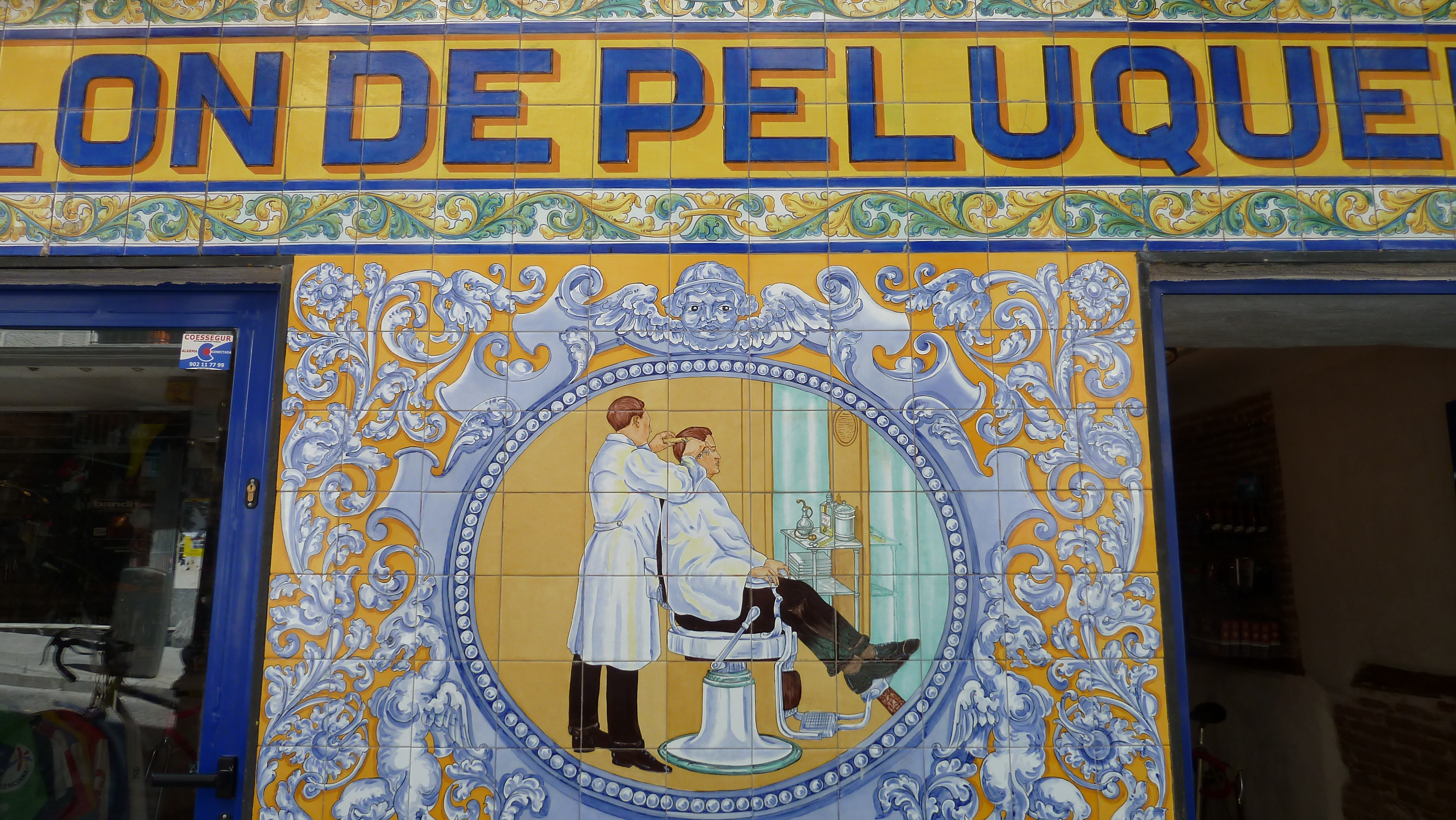
Azulejería del establecimiento del número 31.
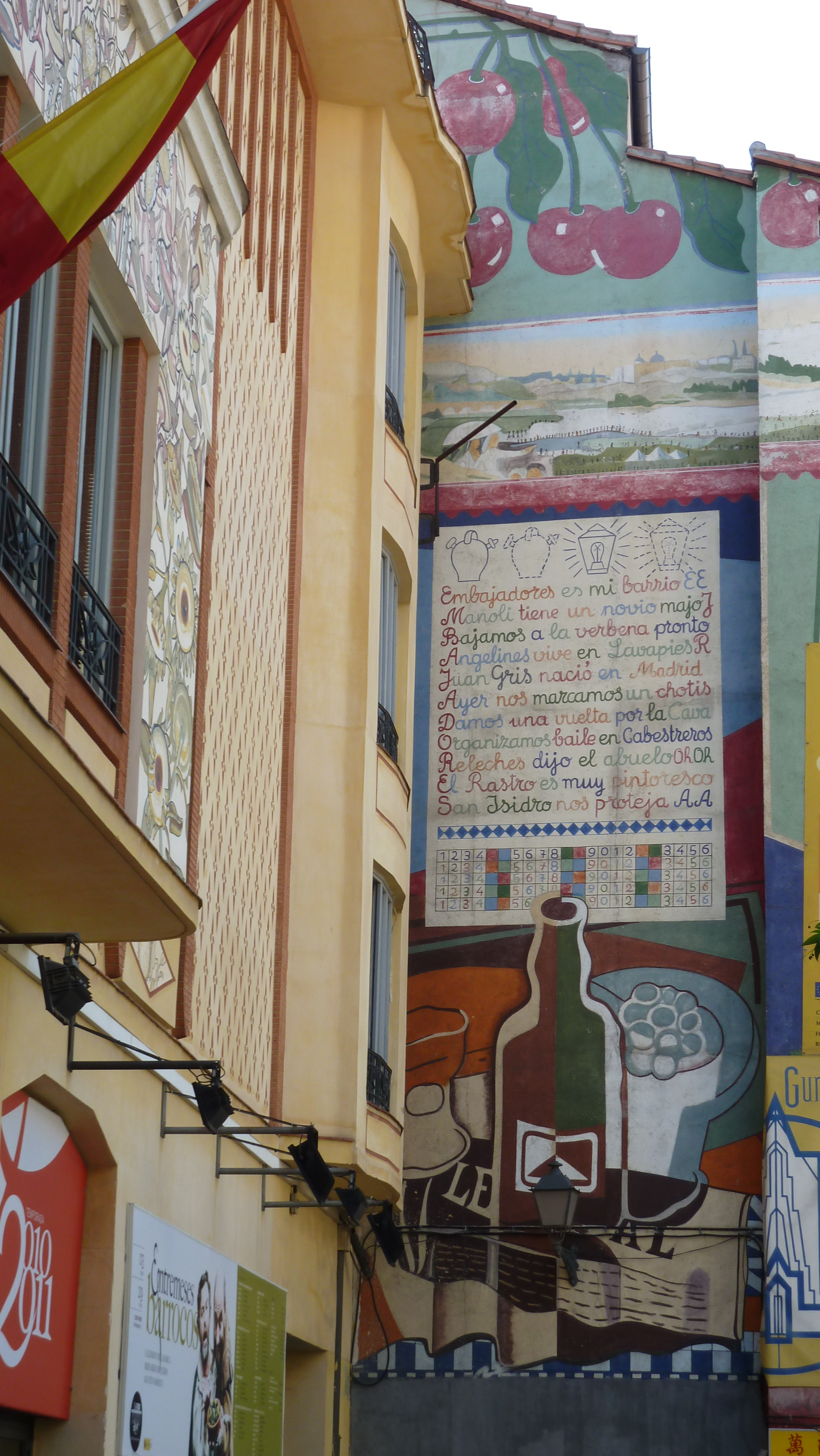
Mural en el edificio anexo al Teatro Pavón.
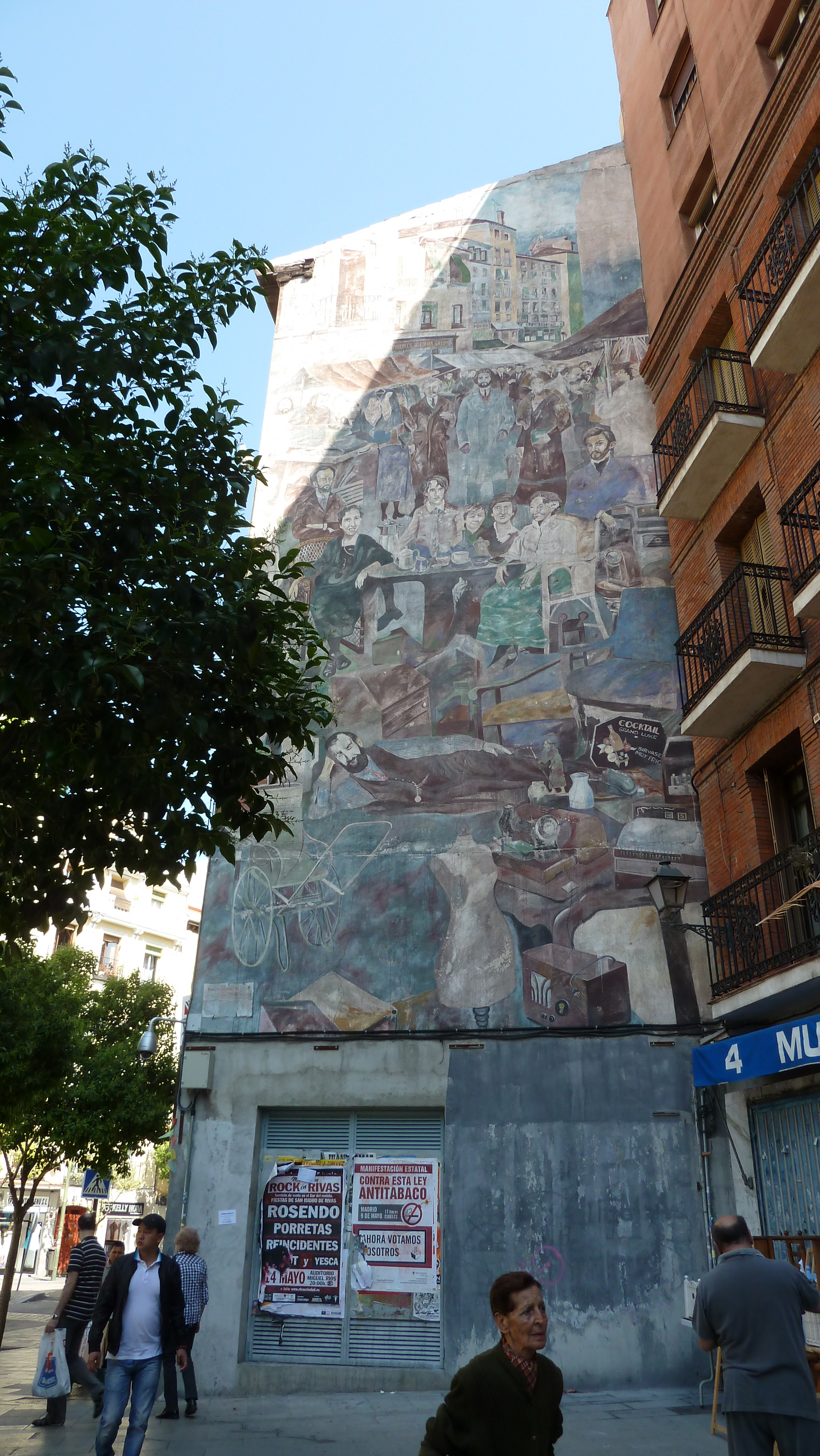
Muralismo junto al nº 4 de la calle de Embajadores.